# プリンセス・ミネルバ
『プリンセス・ミネルバ』 (Princess Minerva) は、1992年12月18日に日本のリバーヒルソフトから発売されたPC-9801用ロールプレイングゲーム。
ウィスラー王国の王女ミネルバを操作し、魔導師ダイナスターを倒して世界を救出する事を目的としている。登場キャラクターが美少女ばかりである点や、装備の着せ替えシステムなどを特徴としている。
開発はリバーヒルソフトおよびレッドカンパニーが行い、原作は小説家の舞阪洸、プロデューサーはパソコン用ソフト『BURAI』（1989年）を手掛けた鈴木理香、原画プロデュースはアニメプロデューサーの井上博明が担当している。
1994年3月25日にPCエンジン SUPER CD-ROM2に移植、戦闘シーンで使う技や魔術などの画面効果にアニメーションが追加された。1995年にスーパーファミコンに移植されビック東海から発売された。
その後メディアミックス展開され、小説化（集英社スーパーファンタジー文庫）や漫画化（月刊アスキーコミック連載）されたほか、1995年5月にはOVA化された。

## ゲーム内容
全5章仕立てになっており、最初からパーティーメンバーが全員揃っているのが特徴的なゲーム。パーティーは3人ずつ3組のチームに分かれており、戦闘で全滅すると敵に所持金を奪われるが、ゲームは残りのチームが戦闘可能であれば継続できる。3チームとも全滅すると最後に立ち寄った教会に戻され、所持金を支払ってゲームを再開させるか、セーブデータをロードしてやり直すかのどちらかになる。通常の戦闘はランダムエンカウント式であり、戦うチームも自動的に決まる。ボス戦では戦うチームを任意で選ぶことができ、1チーム目が全滅しても残りのチームで引き続き戦う。3チームとも全滅する前に相手を倒せば勝利となる。各キャラクターには剣士、魔法使いなどの素質に得手不得手があり、それに加え戦い方によってもステータスの伸び方が変わる。基本的には素質にあった戦い方をすることで、各キャラクターの長所が伸びていく。また、パーティーをできるだけバランス良く構成することも攻略の上では重要となる。

## 登場人物

### ミネルバとミネルバ親衛隊
主人公であるミネルバと、彼女の思いつきとわがままで設立した、８人の女性から成る親衛隊の面々。
年齢、身長、スリーサイズ等のデータはPCエンジン版の説明書、及びテクノポリス1993年1月号の付録に記載されていたものを引用。
ミネルバ・ウィスラー
17歳 身長163cm B・85 W・58 H・88 双子座 AB型
声：伊藤美紀
本作の主人公。ウィスラー王国王女にして王位継承権第一位。剣術が得意だが、魔術師と僧侶の力も持つ。剣士としては攻防ともチロリアやブルーモリスに対してやや劣るものの、魔法でのサポートもある程度こなせるため、誰と組んでも対応できる。
性格はとてつもなくわがままで気まぐれな上に傍若無人。しかも、一度決めたことは決して曲げようとしないほど頑固で猪突猛進という厄介な面まで持ち、古代魔術による悪戯も大好きという救い難い性癖の持ち主。守役のブルーモリスを始めとした周囲を散々に振り回すも、「王女だから、どんな行いも許される」としか思っておらず、諫言に対しては一切聞こうともしないばかりか怒る。しかも飽き性で、じっとしていることと退屈が大嫌い。
17歳の誕生日を目前に控えたある日、「女の子だけを集めた、自分だけの親衛隊」を作ろうと思い立ち、その傍若無人ぶりを存分に発揮してミネルバ親衛隊を結成する（17歳と紹介されている3人のうち、ミネルバは17歳になったばかりで、これから18歳となるエランとケスレーよりは遅く生まれているかたちとなる）。
ブルーモリス・ルイ・エルミタージュ
22歳 身長170cm B・85 W・58 H・83 蟹座 A型
声：江森浩子
ウィスラー王国の近衛隊副隊長を務めていた、智勇兼備の才媛。
王国重装騎馬軍団の軍団長であるバンゲリス将軍を父に持つ名門中の名門の家柄で、自身もチロリアに迫るほどの剣の腕を誇り、人望も厚い。が、それゆえに不幸を招き寄せる羽目になる。それは本編開始の五年前にミネルバの守役を拝命されたことであり、拝命以来、ミネルバのわがままと悪戯に振り回され、気苦労と溜息の絶えない日々を送っていた。
ミネルバ親衛隊結成後は、親衛隊長を拝命させられた。戦闘でもチロリアとともに高い総合力を誇る。ミネルバの指示の癖であろうか、ブルーモリスにだけは命令、ほかのメンバーにはお願いとするシーンを見かける。
チロリア・ユリシス
21歳 身長172cm B・84 W・58 H・86 天秤座 B型
声：勝生真沙子
賞金首たちから「死神チロリア」と呼ばれ恐れられている、凄腕の賞金稼ぎ。その剣の腕においては、右に出る者がいないと言われている（ブルーモリスがかろうじて対抗できる程度）。
親衛隊に志願した理由は当初は隠していたが、後に本人の口から義妹の仇討ちのためだと説明される。
沈着冷静にして慎重な性格をしており、「賞金稼ぎが生き延びるには臆病なくらいがちょうどいい」が口癖（というよりは座右の銘）。無類の酒好きで、仲間内では酒豪として知られる。
ケスレー・ウルガ
17歳 身長168cm B・76 W・54 H・80 射手座 A型
声：三田ゆう子
チロリアに憧れつつもライバル視している、若き賞金稼ぎ。
棒術を得意としており、棒（ロッド）をまるで自分の手足のように使いこなすが、ミネルバ同様に猪突猛進な性格。ゲーム上はミズノに次いで格闘家の素質が高くなる。
少年体型で胸がないことを密かに気にしており、事あるごとにそれをネタにしてからかってくるラクロアとケンカが絶えない。
オーリン・キャリー
20歳 身長160cm B・86 W・60 H・89 乙女座 O型
声：萩森侚子
サン・アントン尼僧院に仕えていた元・僧侶戦士（クレリカ）。元、とあるのは、問題を起こして寺院をクビに（要するに破門）されたため。
扶養家族であるトゥアを養うのと自身の生活の為に親衛隊に志願した。普段は温厚だが、キレると関西弁になり、性格が豹変する。
戦闘時、トゥアとチームを組んだ状態でトゥアが居眠りしだすと、オーリンのコマンド選択に「トゥアを起こす」が追加される。
トゥア
年齢不詳 身長132cm スリーサイズ計測不能 星座・血液型も不詳
声：渡辺菜生子
オーリンの扶養家族。ハーフエルフの少女であるということ以外、一切の出自が不明。
戦乱に巻き込まれて孤児になったところをオーリンに拾われて以来、彼女と行動を共にしており、オーリンが親衛隊に入ると共に加入した。このため唯一、親衛隊志願者ではない。
特技は寝ることで、戦闘中だろうとお構いなしで居眠りするため、傍若無人を地で行くミネルバでさえ扱いに窮するほど（後に改善され居眠りは起こらなくなる）。
ミズノ
16歳 身長160cm B・82 W・56 H・80 星座、血液型は不詳
声：笠原留美
東の大陸（イースト・ワールド）からやってきた拳法家の少女。格闘家の素質が100％であり、攻撃とHPは最高クラスとなるが、防御は物理、魔法ともに伸びず、最低クラスであり打たれ弱い。
原作では、助けられた恩義からダイナスター側に付いていたが、ゲーム版では最初からミネルバ親衛隊に入っている。
ある人物を探すため、ウィスラー王国にやって来た。
ラクロア・バルビス
19歳 身長177cm B・98 W・62 H・93 山羊座 O型
声：佐久間レイ
親衛隊メンバーで群を抜いたセクシーさとナイスバディを誇る元商人。鞭の扱いに長けており、以前はその腕前を生かして裏のバイトをしていたことも。
元商人だけあって金銭面にはうるさく、金の為ならば、自らの身体を張ることも厭わないしたたかさを持つ。
自身の身体をこれ見よがしに自慢すると共にケスレーの胸をからかいながら挑発して楽しんでおり、そのたびにケスレーとケンカしている。
エラン・マクニール
17歳 身長165cm B・83 W・56 H・80 蠍座 AB型
声：本多知恵子
古代魔術を研究している学者。肉体派が大半を占める親衛隊の中では、あまり目立たない頭脳派タイプ。
作品全体を通して、もっとも謎が多い女性。旅の終盤になって、導師ハガンに魔術を学んだことが紹介される。

### その他
ダイナスター
声：松岡洋子
ミネルバに挑戦状を叩きつけた張本人。配下の魔将たちを操り、ウィスラー王国を我が物にせんと画策する謎多き女魔術師。
彼女のその行動の背景には、自らの生い立ちが密接に絡んでいる。

ハガン
声：池水通洋
ダイナスターの育ての親であり、魔術の師でもある老魔術師。物語の重要な鍵を握る人物。

ウィスラー12世
声：銀河万丈
ウィスラー王国の現国王にして、ミネルバの実父。娘のおてんばぶりに、いつも手を焼いている。
慈悲のライケル
声：戸谷公次
最近、北方で急速に勢力を拡大している「黒の騎死王」に仕える13使徒の一人。
17年前にウィスラー王宮内で秘密裏に起きた"ある事件"に深く関与しており、自らの悲願を達成させる為、とある場所にてミネルバ達と対峙する。

サロモン
声：
ディアバレー辺境国・アイガーの壁の頂上で、ひっそりと暮らすハーフエルフの女性。人間に対して不信感を抱いている。
ノルディカ
声：本多知恵子
サロモンと共に暮らす、ハーフエルフの少女。
夢のナビ
声：本多知恵子
ダイナスター配下の魔将の一人。自らの創り出した夢の世界に他者を引き込み、精神的なダメージを与える力を持つ。
最初の戦いではミネルバたちは強制的に敗北する。
ツェルマット公国でミネルバ親衛隊を待ち構える。
火のプレシジョン
声：三田ゆう子
ダイナスター配下の魔将の一人。熱や炎を自在に操る力を持つ。バルディゼール自治領でミネルバ親衛隊を待ち構える。
風のオーチェ
声：萩森侚子
ダイナスター配下の魔将の一人。風や嵐を自由に呼び寄せ、軽やかな身のこなしで相手を翻弄する。
ディアバレー辺境国でミネルバ親衛隊を待ち構える。
水のグローヒル
声：
ダイナスター配下の魔将の一人で、魔将たちを束ねるリーダー的存在。
水や氷を操るだけでなく、自らの身体をも水と化してしまう恐るべき能力の持ち主。
ティーニュ公国でミネルバ親衛隊を待ち構える。
鋼のエルバッハ
声:
ダイナスター配下の魔将の一人。異様なまでに鍛え上げられた筋肉美を誇り、自らを「この世で最も強く、この世で最も美しい肉体を持つ女」と称する。
その肉体から繰り出される一撃は、驚異的な破壊力を持つ。ゲーム版オリジナルキャラクターだったが、小説版にも4巻より登場。
鏡のテクニカ
声:
ダイナスター配下の魔将の一人。一度見た相手なら、姿形だけでなく、その能力までも鏡に映したかのようにそっくりコピーしてしまう能力を持つ。
ゲーム版オリジナルキャラクター。
カルガーリー
声:
数百年前に封印された、死と破壊を司る女神にして邪神。
ウィスラー王宮の地下深くに封印されており、666年ごとに封印の力が弱まるという。

## 移植版
| No. | タイトル             | 発売日        | 対応機種                 | 開発元           | 発売元           | メディア                 | 型式          | 備考 |
| --- | -------------------- | ------------- | ------------------------ | ---------------- | ---------------- | ------------------------ | ------------- | ---- |
| 1   | プリンセス・ミネルバ | 1994年3月25日 | PCエンジン SUPER CD-ROM2 | リバーヒルソフト | リバーヒルソフト | CD-ROM                   | RHCD-4008     |      |
| 2   | プリンセス・ミネルバ | 1995年6月23日 | スーパーファミコン       | リバーヒルソフト | ビック東海       | 16メガビットロムカセット | SHVC-AVAJ-JPN |      |

## スタッフ
PCエンジン SUPER CD-ROM2版
- 原作：舞阪洸（レッドカンパニー）
- キャラクター原案、パッケージ・イラスト：石田走
- プロデューサー：鈴木理香
- ディレクター：池本浩司
- プログラム：福田淳、横山欣也
- チーフ・デザイナー：重松純二
- デザイナー：竹山諒一、渡邉武晴、大沼明夫、山田直也、斉木貴俊、後藤聡、山崎勇
- キャラクター・デザイン、作画監修：松本文夫
- 原画プロデュース：井上博明（オニロ）、八島基彰
- 作画進行：山崎由美
- 原画：桑原周枝
- 演出：井上修
- 動画：じゃんぐるじむ、アートランド
- サウンド：岩谷弘明
- 音声編集：池本浩司、稲岡健
- 広報：小林哲人
- パッケージ・デザイン：冨上勝也（プランニング・ロケッツ）
- スペシャル・サンクス：古市利雄（青二プロダクション）、三浦亨 (AIC)、猿谷淳（集英社）手賀美砂子（集英社）、土井育佳（創美社）、金田一健（アスキー)、山形律子（アスキー）、宮川卓也、市丸俊彦、渡邉裕志、中田学、安永紀和、E.S.P、具嶋みどり、阿部洋一、弓削安典
- 制作協力：レッドカンパニー、クロストーク、青二プロダクション、タバック、オニロ、AIC
- エグゼクティブ・プロデューサー：岡崎一博

## 評価
PCエンジン版
ゲーム誌『ファミコン通信』の「クロスレビュー」では、7・4・6・4の合計21点（満40点）、『電撃PCエンジン』では70・75・90・75の平均77.5点（満100点）、『PC Engine FAN』の読者投票による「ゲーム通信簿」での評価は以下の通り、23.4点（満30点）となっている。
| 項目 | キャラクタ | 音楽 | お買得度 | 操作性 | 熱中度 | オリジナリティ | 総合 |
| 得点 | 4.7        | 3.7  | 3.7      | 3.5    | 3.8    | 4.0            | 23.4 |
スーパーファミコン版
ゲーム誌『ファミコン通信』の「クロスレビュー」では、7・5・6・5の合計23点（満40点）、『ファミリーコンピュータMagazine』の読者投票による「ゲーム通信簿」での評価は以下の通り、20.2点（満30点）となっている
| 項目 | キャラクタ | 音楽 | お買得度 | 操作性 | 熱中度 | オリジナリティ | 総合 |
| 得点 | 3.7        | 3.3  | 3.2      | 3.4    | 3.3    | 3.3            | 20.2 |

## 漫画
アスキーコミックス刊 舞阪洸-原作 石田走-作画
- プリンセス・ミネルバ 全5巻

## 小説
スーパーファンタジー文庫刊 舞阪洸-著 石田走-作画 全９巻
1. プリンセス・ミネルバ ウィスラー王国物語
2. プリンセス・ミネルバ2 辺境国の罠
3. プリンセス・ミネルバ3 フェミナ炎上
4. プリンセス・ミネルバ4 陽炎のエラン
5. プリンセス・ミネルバ5 囚われのダイナスター
6. プリンセス・ミネルバ6 騒乱のブラッコム
7. プリンセス・ミネルバ7 ムナリーの帰還
8. プリンセス・ミネルバ8 雷光のレナ
9. プリンセス・ミネルバ9 守護女神ミネルヴァ

## OVA

### 声の出演
- ミネルバ・ウィスラー - 伊藤美紀
- ブルーモリス・ルイ・エルミタージュ - 井上喜久子
- チロリア・ユリシス - 田中敦子
- ケスレー・ウルガ - 松本梨香
- オーリン・キャリー - 夏樹リオ
- ラクロア・バルビス - 佐久間レイ
- トゥア - 岩男潤子
- ダイナスター - 勝生真沙子
- プレシジョン - 長沢美樹
- オーチェ - 永堀美穂
- グローヒル - 稀代桜子
- K2 - 愛河里花子
- ラインアルター - 置鮎龍太郎
- ヤァ・マハ - 三木眞一郎
- ウィスラー12世 - 大塚明夫
- 老師ハガン - 加藤精三
- マイーサカ - 坂口賢一

### スタッフ
- 原作 - 舞阪洸
- キャラクター原案 - 石田走
- 監督 - 山口美浩
- 脚本 - 園田英樹
- キャラクターデザイン・総作画監督 - 松原徳弘
- 作画監督 - 零幡地、仙北寅、小林利充
- 美術監督 - 金村勝義
- 色彩設定 - 岡久美子
- 撮影監督 - 吉田光伸
- 編集 - 古川雅士
- 音楽 - 川井憲次
- 音響監督 - 藤山房伸
- プロデューサー - 福与雅子、金正廣
- 製作 - 東宝、グループ・タック

### 主題歌
エンディングテーマ「かぁいくて ゴメンあそばせ」
作詞 - 真名杏樹 / 作曲 - 川井憲次 / 歌 - 高原由妃
キューティー仮面のテーマ「WAGAMAMA」
作詞 - 園田英樹 / 作曲 - 川井憲次 / 歌 - 伊藤美紀